# Танзанія на літніх Олімпійських іграх 2008
На XXIX літніх Олімпійських іграх, що проходили в Пекіні у 2008 році, Танзанія була представлена 10 спортсменами (8 чоловіками та 2 жінками) у двох видах спорту — легка атлетика та плавання. Прапороносцем на церемоніях відкриття і закриття Олімпійських ігор був бігун Фабіано Джозеф Наасі.
Країна водинадцяте за свою історію взяла участь у літніх Олімпійських іграх. Атлети Танзанії не завоювали жодної медалі.

## Легка атлетика
Чоловіки
Трекові і шосейні дисципліни
| Спортсмен              | Дисципліна | Гіт       | Гіт   | Півфінал   | Півфінал   | Фінал        | Фінал        |
| Спортсмен              | Дисципліна | Результат | Місце | Результат  | Місце      | Результат    | Місце        |
| ---------------------- | ---------- | --------- | ----- | ---------- | ---------- | ------------ | ------------ |
| Гетулі Байо            | марафон    | Н/Д       | Н/Д   | Н/Д        | Н/Д        | не фінішував | не фінішував |
| Діксон Марва           | 10000 м    | Н/Д       | Н/Д   | Н/Д        | Н/Д        | 27:48.03     | 14           |
| Могамед Ікокі Мсандекі | марафон    | Н/Д       | Н/Д   | Н/Д        | Н/Д        | не стартував | не стартував |
| Самвел Мвера           | 800 м      | 1:50.67   | 7     | не пройшов | не пройшов | не пройшов   | не пройшов   |
| Фабіано Джозеф Наасі   | 10000 м    | Н/Д       | Н/Д   | Н/Д        | Н/Д        | 27:25.33     | 9            |
| Самсон Рамадгані       | марафон    | Н/Д       | Н/Д   | Н/Д        | Н/Д        | 2:25:03      | 55           |
| Самвел Шаурі           | 10000 м    | Н/Д       | Н/Д   | Н/Д        | Н/Д        | 28:06.26     | 21           |

Жінки
Трекові і шосейні дисципліни
| Спортсмен           | Дисципліна | Гіт       | Гіт   | Фінал      | Фінал      |
| Спортсмен           | Дисципліна | Результат | Місце | Результат  | Місце      |
| ------------------- | ---------- | --------- | ----- | ---------- | ---------- |
| Закія Мрішо Могамед | 5000 м     | 15:24.28  | 12    | не пройшла | не пройшла |

## Плавання
|           | Спортсмен      | Дисципліна          | Гіт   | Гіт       | Півфінал   | Півфінал   | Фінал      | Фінал      |
| Результат | Спортсмен      | Дисципліна          | Місце | Результат | Місце      | Результат  | Місце      |            |
| --------- | -------------- | ------------------- | ----- | --------- | ---------- | ---------- | ---------- | ---------- |
| Чоловіки  | Халід Рушака   | 50 м вільним стилем | 28.50 | 83        | не пройшов | не пройшов | не пройшов | не пройшов |
| Жінки     | Магдалена Моші | 50 м вільним стилем | 31.37 | 77        | не пройшла | не пройшла | не пройшла | не пройшла |